# Воин (телесериал)
Во́ин (англ. Warrior) — американский экшн-сериал, премьера которого состоялась 5 апреля 2019 года на канале Cinemax. Исполнительными продюсерами являются Джонатан Троппер, Джастин Лин, Даньелл Вудроу и Шеннон Ли. Сериал основан на оригинальной идее Брюса Ли.
В апреле 2019 года сериал был продлён на второй сезон. Премьера второго сезона состоялась 2 октября 2020 года.
В апреле 2021 года сериал был продлён на третий сезон для стриминговой платформы HBO Max, позднее переименованной в Max. Премьера третьего сезона состоялась 29 июня 2023 года. В декабре 2023 года сервис Max объявил об отмене телесериала после трёх сезонов.

## Сюжет
Действие сериала происходит в конце XIX века в Сан-Франциско, во время войн тонгов, серии жестоких драк соперничающих китайских группировок в США. Главный герой — мастер боевых искусств, приехавший в Сан-Франциско из Китая, который стал наёмником для могущественной группировки тонгов из местного Чайна-тауна.

## Производство
В 1971 году Брюс Ли придумал концепцию телесериала «Воин» (англ. The Warrior) о мастере боевых искусств на американском Диком Западе, однако осуществить замысел на тот момент не удалось. По версии вдовы Брюса Ли, Линды Ли, его концепцию переработали, после чего появился сериал «Кун-фу» с Дэвидом Кэррадайном в главной роли, однако Warner Bros. никак не упомянула при этом Брюса Ли. Представители Warner Bros. сообщили, что они прорабатывали идентичную концепцию, не связанную с идеей Брюса Ли.
В 2015 году компания Perfect Storm Entertainment и дочь Брюса Ли, Шеннон Ли, объявили о начале работы над сериалом, который выйдет на канале Cinemax. Режиссёром был назван Джастин Лин.
Производство сериала началось 22 октября 2017 года в Кейптауне, ЮАР. Первый сезон состоит из 10 эпизодов.
14 апреля 2021 года сериал был продлён на третий сезон вместе с объявлением об официальном переходе на HBO Max. Съёмки третьего сезона начались в Кейптауне 18 июля и завершились в октябре 2022 года.

## В ролях
- Эндрю Кодзи[12] — А Сам
- Оливия Чэн[12] — А Той
- Джейсон Тобин[12]
- Дианн Доан[12]
- Киран Бью[12]
- Дин С. Джаггер[12]
- Джоанна Вандерем[12]
- Том Уэстон-Джоунз[12]
- Хун Ли[12]
- Джо Таслим[12]
- Лэнгли Кирквуд[12]
- Кристиан Макей[12]
- Перри Жун[12]
- Артур Фалко[12]
- Рич Тинг[14]
- Дастин Нгуен

## Эпизоды
| Сезон | Серии | Серии | Даты показа    | Даты показа     | Даты показа |
| Сезон | Серии | Серии | Первая серия   | Последняя серия | Канал       |
| ----- | ----- | ----- | -------------- | --------------- | ----------- |
| 1     | 10    | 10    | 5 апреля 2019  | 7 июня 2019     | Cinemax     |
| 2     | 10    | 10    | 2 октября 2020 | 4 декабря 2020  | Cinemax     |
| 3     | 10    | 10    | 29 июня 2023   | 17 августа 2023 | Max         |

### Сезон 1 (2019)
| № | Название                                                                    | Режиссёр        | Автор сценария                | Дата премьеры  | Зрители в США (млн) |
| --- | --------------------------------------------------------------------------- | --------------- | ----------------------------- | -------------- | ------------------- |
| 1 | «The Itchy Onion» «Дерзкий хрен»                                            | Ассаф Бернштайн | Джонатан Троппер              | 5 апреля 2019  | 0,157               |
| В порт Сан-Франциско прибывает корабль с партией китайских рабочих на борту. Жулик и делец Чайна-Тауна Ванг Чао приметил молодого китайца, знающего английский язык и владеющего боевыми искусствами по имени А Сам. Он продаёт его в качестве телохранителя банде Отца Джуно. Другой влиятельной группировкой китайцев является банда Луно Дцы, с которым у Отца Джуно с переменным успехом идёт война. Параллельно с разборками между китайскими бандами в Сан-Франциско нарастает недовольство рабочих засильем китайцев, которых нанимают вместо них за мизерную плату. Особо лютует землячество ирландцев. Чтобы заткнуть голос прессе после нескольких убийств, мэр создаёт специальное полицейское подразделение Чайна-Тауна численностью аж в пять человек. А Сам ищет сбежавшую из Китая сестру Сяо Дзинь, и находит её в доме Луно Дцы под именем Май Линь. Но девушка, ставшая правой рукой главаря банды, не хочет возвращаться домой. |                                                                             |                 |                               |                |                     |
| 2 | «There's No China in the Bible» «В Библии нет Китая»                        | Лони Перистер   | Джонатан Троппер              | 12 апреля 2019 | 0,114               |
| 3 | «John Chinaman» «Джон Китаец»                                               | Лони Перистер   | Адам Таргам                   | 19 апреля 2019 | 0,146               |
| 4 | «The White Mountain» «Белая гора»                                           | Дэвид Петрарка  | Кеннет Лин                    | 26 апреля 2019 | 0,147               |
| 5 | «The Blood and the Sh*t» «Кровь и д*рьмо»                                   | Кевин Танчароен | Кеннет Лин                    | 3 мая 2019     | 0,138               |
| 6 | «Chewed Up, Spit Out, and Stepped On» «Пожевали, выплюнули и растоптали»    | Дэвид Петрарка  | Эван Эндикотт и Джош Стоддард | 10 мая 2019    | 0,090               |
| 7 | «The Tiger and the Fox» «Тигр и лис»                                        | Лин Оэдинг      | Брэд Кейн                     | 17 мая 2019    | 0,144               |
| 8 | «They Don't Pay Us Enough to Think» «Нам платят недостаточно, чтобы думать» | Лин Оэдинг      | Эван Эндикотт и Джош Стоддард | 24 мая 2019    | 0,105               |
| 9 | «Chinese Boxing» «Китайский бокс»                                           | Лони Перистер   | Джонатан Троппер              | 31 мая 2019    | 0,176               |
| 10 | «If You're Going to Bow, Bow Low» «Хочешь кланяться — нагибайся ниже»       | Лони Перистер   | Джонатан Троппер              | 7 июня 2019    | 0,117               |

### Сезон 2 (2020)
| № общий | № в сезоне | Название                                                                                          | Режиссёр         | Автор сценария                                  | Дата премьеры   | Зрители в США (млн) |
| ------- | ---------- | ------------------------------------------------------------------------------------------------- | ---------------- | ----------------------------------------------- | --------------- | ------------------- |
| 11      | 1          | «Learn to Endure, or Hire a Bodyguard» «Учись терпеть или найми телохранителя»                    | Джонатан Троппер | Джонатан Троппер                                | 2 октября 2020  | 0,067               |
| 12      | 2          | «The Chinese Connection» «Китайский связной»                                                      | Дэвид Петрарка   | Брэд Кейн                                       | 9 октября 2020  | 0,073               |
| 13      | 3          | «Not How We Do Business» «Мы так дела не ведем»                                                   | Дэвид Петрарка   | Брэд Кейн                                       | 16 октября 2020 | 0,048               |
| 14      | 4          | «If You Don't See Blood, You Didn't Come to Play» «Нет крови — игра прошла зря»                   | Лони Перистер    | Эван Эндикотт, Джош Стоддард                    | 23 октября 2020 | 0,078               |
| 15      | 5          | «Not for a Drink, a F*ck, or a G**damn Prayer» «Не пить, не трахаться и не молиться в церкви»     | Лони Перистер    | Эван Эндикотт, Джош Стоддард                    | 30 октября 2020 | 0,093               |
| 16      | 6          | «To a Man with a Hammer, Everything Looks Like a Nail» «Человеку с молотком все кажется гвоздями» | Дастин Нгуен     | Джонатан Троппер и Брэд Кейн                    | 6 ноября 2020   | 0,083               |
| 17      | 7          | «If You Wait by the River Long Enough» «Если долго сидеть на берегу реки...»                      | Омах Мадха       | Кеннет Лин                                      | 13 ноября 2020  | 0,047               |
| 18      | 8          | «All Enemies, Foreign and Domestic» «От всех врагов, внешних и внутренних»                        | Омах Мадха       | Кеннет, Эван Эндикотт и Джош Стоддард           | 20 ноября 2020  | 0,068               |
| 19      | 9          | «Enter the Dragon» «Выход Дракона»                                                                | Денни Гордон     | Джонатан Троппер, Эван Эндикотт и Джош Стоддард | 27 ноября 2020  | 0,065               |
| 20      | 10         | «Man on the Wall» «Человек на стене»                                                              | Денни Гордон     | Джонатан Троппер                                | 4 декабря 2020  | 0,080               |

### Сезон 3 (2023)
| № общий | № в сезоне | Название                                                                                                  | Режиссёр      | Автор сценария                                                                                  | Дата премьеры   |
| ------- | ---------- | --- | ------------- | ----------------------------------------------------------------------------------------------- | --------------- |
| 21      | 1          | «Exactly the Wrong Time to Get Proud» «Не лучшее время для гордецов»                                      | Нима Нуризаде | Джонатан Троппер                                                                                | 29 июня 2023    |
| 22      | 2          | «Anything Short of a Blow to the Head» «Что-нибудь, кроме удара по голове»                                | Дастин Нгуен  | Брэд Кейн                                                                                       | 29 июня 2023    |
| 23      | 3          | «No Time for F... Chemistry» «Нет времени на ч*ртову химию»                                               | Дастин Нгуен  | Эван Эндикотт, Джош Стоддард                                                                    | 29 июня 2023    |
| 24      | 4          | «In Chinatown, No One Thinks About Forever» «В Чайна-тауне не принято думать о вечности»                  | Динь Тай      | Франсиска Ху                                                                                    | 6 июля 2023     |
| 25      | 5          | «Whiskey and Sticky and All the Rest Can Wait» «Виски и травка — остальное подождет»                      | Динь Тай      | Лиллиан Ю                                                                                       | 13 июля 2023    |
| 26      | 6          | «A Soft Heart Won't Do You no Favors» «Твоя доброта в этом мире никому не уперлась»                       | Бретт Чан     | Эван Эндикотт, Джош Стоддард                                                                    | 20 июля 2023    |
| 27      | 7          | «Gotta Be Crooked to Get Along in a Crooked World» «Чтобы выжить в бесчестном мире, о чести стоит забыть» | Денни Гордон  | Глениз Маллинз                                                                                  | 27 июля 2023    |
| 28      | 8          | «You Know When You're Losing a Fight» «Научишься чуять поражение»                                         | Денни Гордон  | Хун Ли                                                                                          | 3 августа 2023  |
| 29      | 9          | «All of Death Is a Going Home» «Умирая, мы возвращаемся домой»                                            | Лони Перистир | Брэд Кейн                                                                                       | 10 августа 2023 |
| 30      | 10         | «A Window of F*cking Opportunity» «Мы всю жизнь ждали этой чертовой возможности»                          | Лони Перистир | Телесценарий : Эван Эндикотт, Джош Стоддард, Хун Ли, Даниэлль Ди Паоло Сюжет : Джонатан Троппер | 17 августа 2023 |